# Högsbo Basket
Högsbo Basket är en basketbollklubb från Göteborg, bildad 1958. Klubben har på grund av sponsoravtal bytt namn flera gånger. Herrarnas lag vann SM-guld 1994 under namnet Kärcher Basket och var åter i Svenska basketligan för herrar säsongen 2006/2007 under namnet Gothia basket. Sedan 2010 heter klubben åter Högsbo Basket och hemmaarenan i Västra frölunda, Gothia Arena, har plats för 1 000 åskådare.
Under det nya namnet och en satsning på damlaget, tog sig Högsbo basket sensationellt till final säsongen 2019, där de förlorade mot Umeå.
Under säsongen 1995/1996 gick klubben även under namnet New Wave Sharks, men efter säsongen 1997/1998 gick New Wave Sharks i konkurs.

## Säsonger

### 2006/2007
Gothia Basket coachades av före detta landslagscoachen Jan Enjebo. Assisterande coach var David Leman. Gothias första säsong i Basketligan blev en stor succé. Laget spelade ut Jämtland Basket i åttondelsfinalerna och pressade Plannja Basket i kvartsfinalerna. Lagets främsta stjärnor var irländske landslagsmannen Michael Bree och amerikanske forwarden Lorenzo Gordon.

### 2007/2008
Säsongen 2007/2008 var full av motgångar. Den assisterande coachen David Leman lämnade klubben i november 2007 och ersattes av den rutinerande före detta liga- och landslagsspelaren Jonas Fredriksson, som spelade premiärsäsongen i Gothia Basket och sedan lade skorna på hyllan. I slutet av december 2007 fick headcoachen Jan Enjebo sparken och hans roll togs över av Fredrikson, som fick rutinerade coachen Dan Czerapowicz som assisterande. Laget slutade så småningom sist i serietabellen. Bland spelarna utmärkte sig kvicke guarden Tim Smith och egna produkten Emil Salon, som fick sitt stora genombrott.

### 2008/2009
Efter besvikelsen säsongen 2007/2008 gick klubben direkt ut och bad om ursäkt till supportrarna, media och sponsorerna för misslyckandet, samt utlovade bättring. Man värvade tidigt Norrköpings forward Ian Johnson och hämtade tillbaka Michael Bree från Polen. Till det kom två mycket atletiska spelare i amerikanen Benson Callier och tysken Jonathan Moore. Laget förutspås tillhöra toppen i Svenska basketligan inför säsongen 2008/2009. Laget coachas av Jonas Fredrikson och Fredrik Wilén (egen produkt, 2007/2008 coach för Basketklubben Marbo i Damligan).

### Truppen 2008/2009
Spelare
| Nr | Namn             | Position | Längd | Vikt | Född | Moderklubb               |
| -- | ---------------- | -------- | ----- | ---- | ---- | ------------------------ |
| 4  | Brandon Barton   | Guard    | 192   | 79   | 1988 | Sverige                  |
| 5  | Ian Johnson      | Forward  | 203   | 107  | 1984 | USA, Norrköping Dolphins |
| 6  | Patrik Dreikant  | Guard    | 172   | 77   | 1988 | Sverige                  |
| 7  | Aaron Cook       | Guard    | 185   | 82   | 1983 | USA,                     |
| 8  | Emil Salon       | Guard    | 192   | 89   | 1985 | Sverige                  |
| 9  | Kim Palmqvist    | Forward  | 203   | 88   | 1988 | Sverige                  |
| 10 | Daniel Dajic     | Guard    | 190   | 80   | 1977 | Sverige                  |
| 11 | Mario Drazic     | Forward  | 202   | 91   | 1989 | Sverige, Kortedala       |
| 12 | Yannick Trott    | Guard    | 190   | 83   | 1983 | Sverige                  |
| 13 | Markus Lenngren  | Forward  | 196   | 100  | 1983 | Sverige, Kvarnby BBK     |
| 14 | Michael Bree     | Forward  | 184   | 81   | 1980 | Irland Kotwica Kolobrzeg |
| 15 | Jonathan Moore   | Forward  | 200   | 103  | 1982 | USA, TBB Trier           |
| 16 | Mehyar Rafi-Aval | Guard    | 186   | 83   | 1989 | Sverige                  |
| 17 | Wictor Grenthe   | Forward  | 203   | 103  | 1987 | Sverige, Kvarnby BBK     |

### 2009/2010
Laget slutade sjua i serien säsongen 2009/2010 men efter säsongen, den 7 maj 2010, beslutade klubbstyrelsen att lägga ner laget Gothia på grund av bristande publikintresse .
Laget återvände därefter till sitt ursprungliga namn, Högsbo Basket.

## Importer
- 2006/2007 - Lorenzo Gordon, USA; Randy Orr, USA; Michael Bree, Irland; Mladen Zarubica, Serbien
- 2007/2008 - Lorenzo Miles, USA;  Srdjan Damjanovic, Montenegro; Chris Sanders, England; Darnell Lazare, USA; Miroslaw Lopatka, Polen; Tim Smith, USA (ersatte Miles); Alexei Korolev, Ryssland (ersatte Lopatka, som skadade sig under första träningen)
- 2008/2009 - Michael Bree, Irland; Benson Callier, USA; Jonathan Moore, Tyskland; Ian Johnson, USA, Aaron Cook, USA; (ersatte Callier)

### Fotnoter
1. ↑  ”Familjen bakom Högsbos oväntade framgångssaga: ”Det här är vårt liv””. www.expressen.se. https://www.expressen.se/gt/sport/familjen-bakom-ovantade-succen-det-ar-vart-liv/. Läst 22 november 2022.
2. 1 2  ”Tre generationer Fredrikson och basketkampen i Göteborg”. Dagens Nyheter. 21 april 2019. ISSN 1101-2447. https://www.dn.se/sport/tre-generationer-fredriksson-och-basketkampen-i-goteborg/. Läst 22 november 2022.
3. ↑  Yttergren, Alma; TT (24 april 2019). ”Storfavoriten A3 Basket förlorade första SM-finalen”. Sveriges Radio. https://sverigesradio.se/artikel/7205150. Läst 22 november 2022.
4. ↑  Aftonbladet 28 juli 1998 - Kvarnby värvar amerikan
5. ↑  SVT Sport 7 maj 2010 - Gothia Basket läggs ner